# Jean-Georges Massart
Jean-Georges Massart, né à Tirlemont (Belgique) le 24 mars 1953, et mort dans cette même ville le 18 janvier 2022, est un artiste plasticien belge.

## Biographie

### Formation
Etudiant à la Stedelijke Tekenacademie de Tirlemont, en Arts plastiques, de 1970 à 1977 (Professeur : Jef Vaes (sculpture et céramique)), il poursuit sa formation à l'Ecole Nationale Supérieure des Arts Visuels La Cambre de Bruxelles, de 1978 à 1983 (Professeur : Roger Dudant (peinture monumentale et recherches tridimensionnelles) ; Atelier : Jean Glibert) ; stages (céramique) (Maurice Joly et Serge Vandercam).

### Professorat
Jean-Georges Massart fut professeur d'arts plastiques dans différentes écoles de la Communauté française et flamande de Belgique.

### Prix et distinctions
- 1971 : Prix de peinture de la ville de Renaix (mention)
- 1972 : Prix de peinture de la ville de Aarschot (mention)
- 1976 : Prix de peinture de la ville de Renaix (distinction) ; Prix Louis Schmidt de peinture (mention) ; Prix Jeune Peinture Belge (distinction)
- 1977 : Internationale Prijs voor Schilderkunst de Knokke (mention) ; Prix Jeune Peinture Belge (distinction) ; Prijs Lijn-Kleur-Volume 1977 (lauréat)
- 1979 : Prix Jonge Vlaamse kunstschilders à Gand (distinction) ; Premi internacional de Debuix J. Miro (17e) (mention) ; . Internationale Prijs voor Schilderkunst de Knokke (mention)
- 1981 : Lauréat de la Fondation Belge de la Vocation, promotion 1981 Claire Préaux

Elu membre de l'Académie royale des Sciences, des Lettres et des Beaux-Arts de Belgique en 2014.

## Œuvre

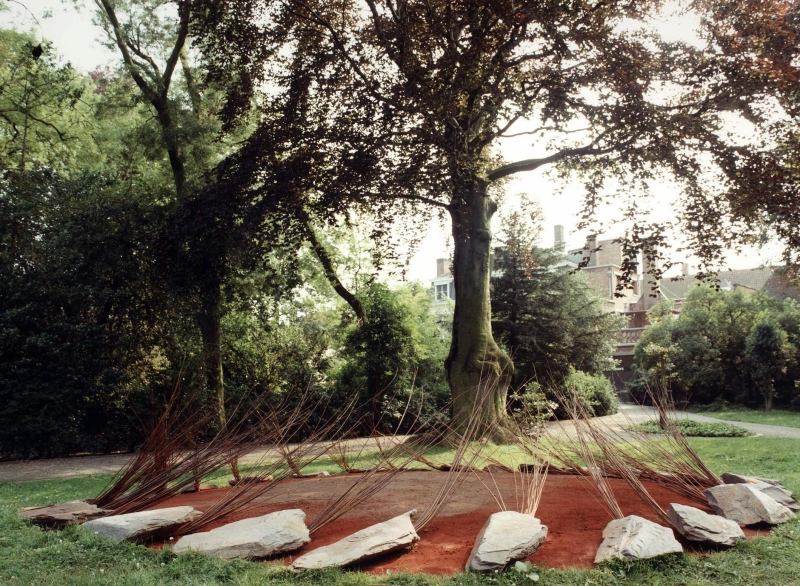
Installation de Jean-Georges Massart (1987. Brugge, Aspecten '87)

Jean-Georges Massart travaille le végétal et le minéral : osier, bambou, ocre, silex, sureau, schiste, renouée du Japon.
Il s'agit bien de faire et refaire les gestes ancestraux que sont cueillir et ramasser, dira Massart lui-même. Simplicité des matériaux, appropriation discrète. Il est ici question de primordial. D'originel.
Un morceau de bambou a vite fait d'émettre le rayonnement statique d'un objet de culte, dira Elias, et l'utilisation de pigments ocres accentue encore ce caractère rituel.
Mais si la nature est culturellement exploitée, c'est sans artifice, sans ajout, sans corps étranger.
Francis Smets parle du « moment charnière entre nature et culture » ; Willem Elias, du « tremblé entre nature et culture ».
Jean-Georges Massart adopte un langage faits de lignes, de courbes et de creux.
Son rapport à la cavité est une des clés de lecture de son œuvre, souligne Raymond-Marie Balau, comme élément signifiant et comme moyen d'assemblage. Les galets troués par l'érosion ou les bouts de sureau naturellement évidés permettent, au terme d'une patiente recherche de compléments, d'introduire dans les évidements d'autres branches se prêtant au tressage ou au nouage.
Tige frêle ou galet noueux, élancement léger et fragilité, ou dureté et robustesse, il est ici question d'équilibre et de logique spatiale.
Comme le soulignait Catherine Hemery, le travail de Jean-Georges Massart est avant tout un travail sur l'espace : « des pièces existent par elles-mêmes mais beaucoup naissent de la lecture d'un lieu précis. Ces signes fins, élancés, en trois ou deux dimensions, griffent un mur, un espace et l'occupent pleinement, monumentaux dans leur ténuité. »
Dans un langage simple et concis, tant en intérieur qu'en extérieur, l'artiste développe son art dans l'espace et en résonance avec celui-ci.
On peut parler d'écologie, mais au sens premier du terme, remarque Henri Van de Leemput — rapports des êtres vivants et du milieu dans lequel ils vivent — plutôt que dans l'acception commune réductrice de ce mot galvaudé. On peut également parler d'humanisme, complète-t-il, dans la curiosité intellectuelle, la soif inextinguible de connaissances que l'on retrouve chez l'artiste, esprit résolument ouvert sur le monde et en constant dialogue avec celui-ci.

## Expositions (sélection)

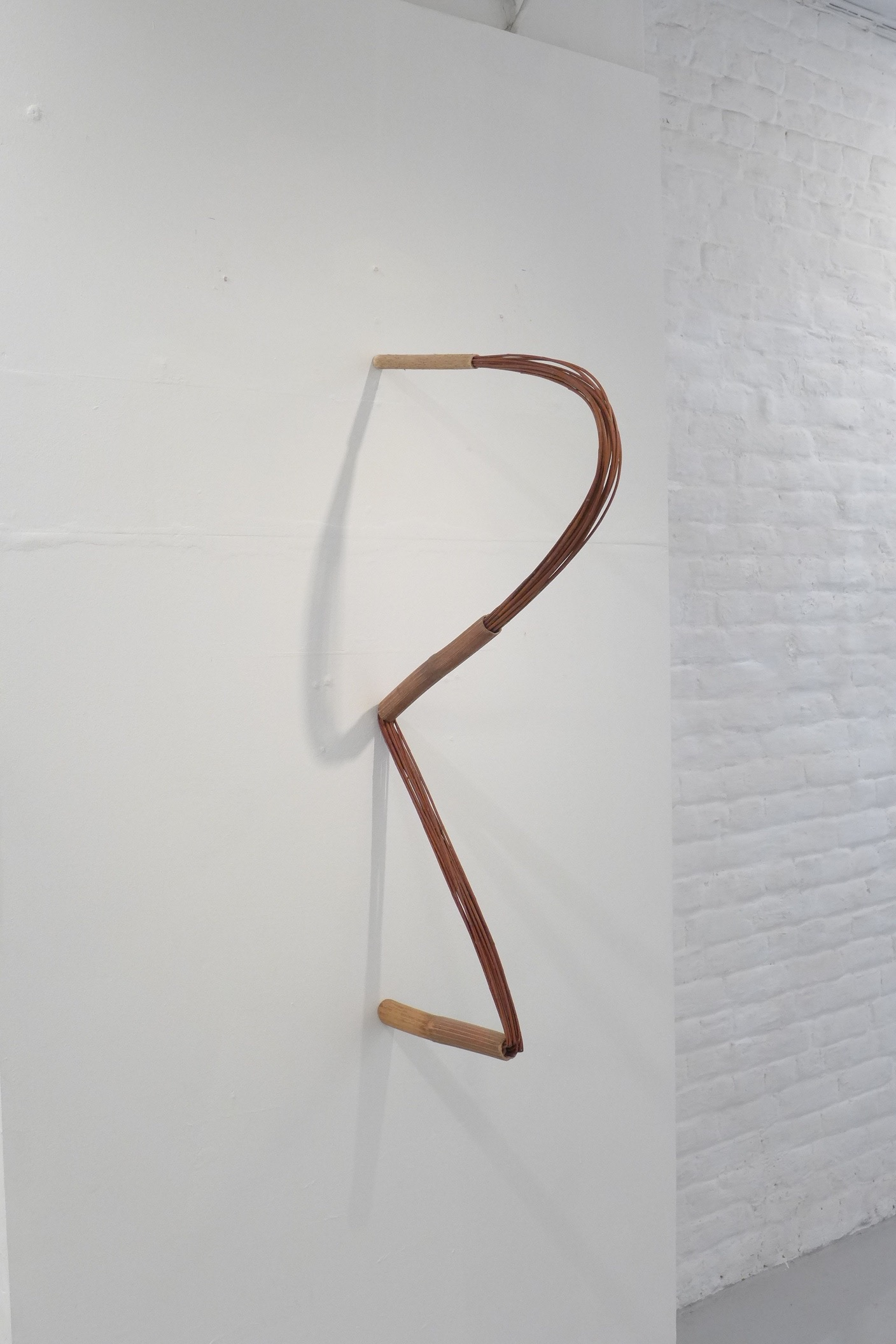
Œuvre de Jean-Georges Massart (2014 - 07, renouée du Japon, osier, sureau).

### Expositions personnelles (sélection)
- 1973 (01/06-29/06) : Saint-Ghislain, Club 180. Jean-Georges Massart. Jan Decoster.
- 1986 (04/04-06/05) : Rouen / FR, Centre d'art contemporain. Jean-Georges Massart. Paul Gees.
- 1990 (03/03-22/04) : Bruges, Galerij ‘t Leerhuys. Jean-Georges Massart. Bob Verschueren.
- 1993 (05/11-26/11) : Yvetot / FR, Galerie Duchamp/École municipale d'Arts Plastiques+ Le Havre / FR, Harmonia Mundi. Jean-Georges Massart, travaux récents.
- 2000 (30/09-30/12) : Crest (FR), Galerie Lydie Rekow. Jean-Georges Massart.
- 2005 (16/01-13/02) : Aachen / DE, Atelierhaus. Jean-Georges Massart.
- 2010 (26/06-26/09) : Montauban-Buzenol, Centre d'art contemporain du Luxembourg belge / CACLB (Musée lapidaire et halles à charbon). Jean-Georges Massart.
- 2013 (10/03-21/04) : Asse, Galerij De Ziener. Jean-Georges Massart, recent werk.
- 2016 (15/01-17/01) : Lissewege, Huis Hans Soete. Marc Angeli & Jean-Georges Massart.
- 2018 (14/07-15/08) : Herbeumont, Chapelle Saint Roch. Jean-Georges Massart. Installation. Rendre visible le presque rien.

### Expositions collectives (sélection)
- 1971 (30/04-09/05) : Tirlemont, Stadsfeestzalen. Jonge Tiense Kunst.
- 1983 (17/06-27/09) : Bruxelles, Atelier 340. La pierre dans l'art belge contemporain / Steen in de Hedendaagse Belgische Kunst.
- 1990 (12/06-26/08) : Paris, Grande Arche de la Défense. Cent ans d'art belge. La collection du Crédit communal de Belgique.
- 1996 (29/06-28/07) : Hasselt, Provinciaal Centrum.voor beeldende Kunsten - Begijnhof, Galerij / CIAP, Uitdiepen.
- 2001 (10/02-10/03) : Apricale (Imperia) / IT, Castello della Lucertola, Love Letter-Project.
- 2010 (24/01-31/12) : Arles / FR, Musée Réattu. A pied d'œuvre + (16/10) V comme … Velcro.
- 2015 (18/01-01/03) : Hasselt, Cultureel Centrum. Paul Gees, Ado Hamelryck, Jean-Georges Massart.
- 2021 (17/08-12/09) : Meensel-Kiezegem, Villa U. Luc Coeckelberghs, Paul Gees, Jean-Georges Massart.

### Bibliographie (sélection)

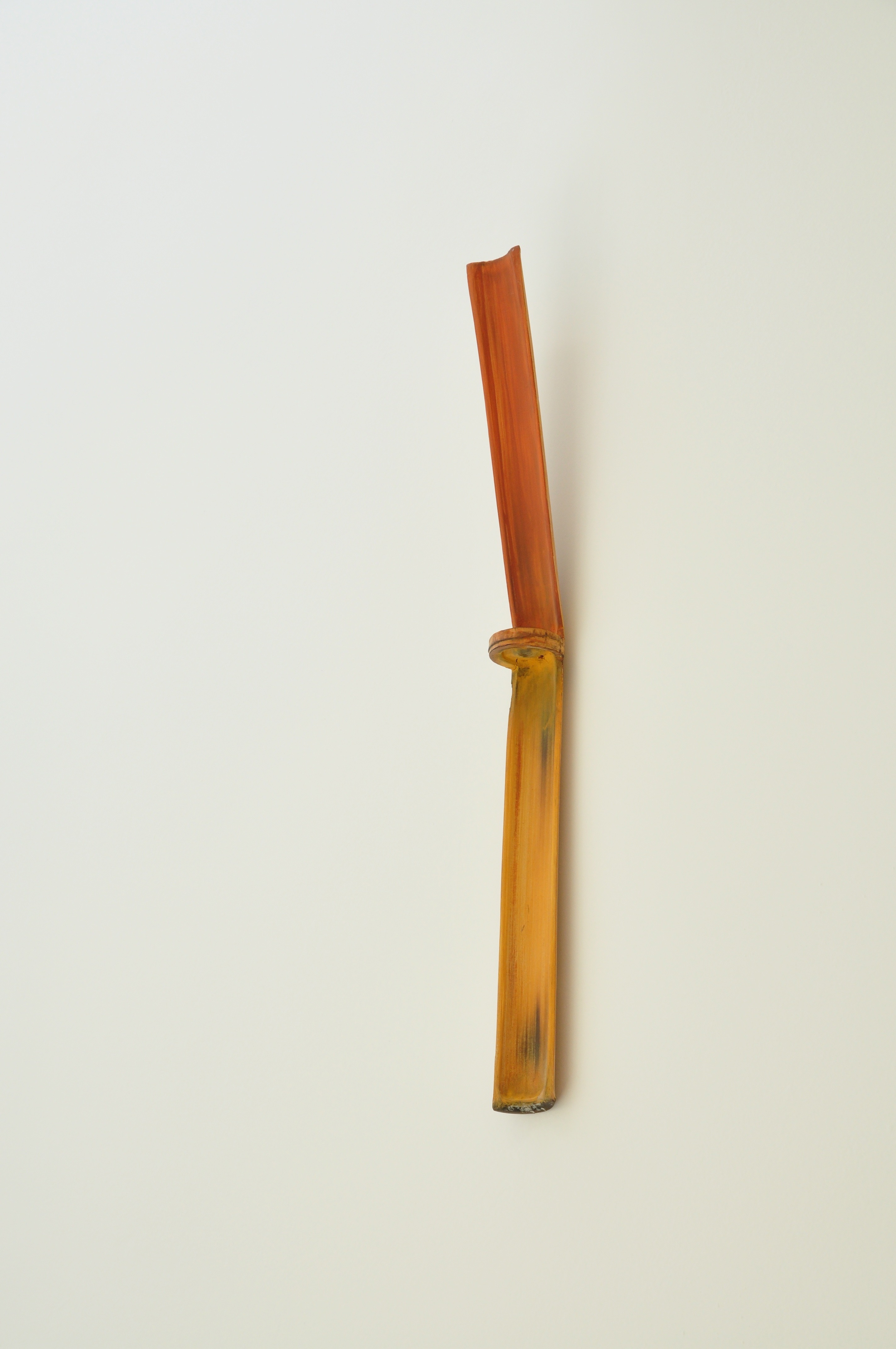
Œuvre de Jean-Georges Massart (2005 - 10, bambou, ocres rouge et jaune).